# Kecamatan Sukomoro (distrikt i Indonesien, lat -7,60, long 111,95)
Kecamatan Sukomoro är ett distrikt i Indonesien.   Det ligger i provinsen Jawa Timur, i den västra delen av landet, 600 km öster om huvudstaden Jakarta.